# Білан Руслан Миколайович
Русла́н Микола́йович Біла́н (1986—2014) — старший солдат Збройних сил України, учасник російсько-української війни.

## Життєпис
Народився 1986 року в місті Охтирка (Сумська область). Закінчив 11 класів, автошколу, здобув посвідчення водія. Пройшов строкову службу, після якої залишився за контрактом.
Старший водій понтонного взводу, 91-й інженерний полк. Кілька разів брав участь у розмінуванні набоїв, що лишилися з часів Другої світової війни.
26 березня 2014-го зі складом частини передислокований у Луганську область. У травні та липні побував вдома у відпустках.
9 серпня 2014 року вести бойову машину мав інший боєць, однак знітився та відмовився, за кермо сів Руслан. Загинув біля села Степанівка: терористи із засідки вчинили танковий обстріл українських вояків.
Вдома залишилися мама Надія Василівна, дружина Ольга та двоє дітей — Ростислав 2012 і Валерія 2013 р.н.
Похований в Охтирці на Центральному кладовищі.

## Нагороди та вшанування
- 14 листопада 2014 року за особисту мужність і героїзм, виявлені у захисті державного суверенітету та територіальної цілісності України, вірність військовій присязі під час російсько-української війни, відзначений — нагороджений орденом «За мужність» III ступеня (посмертно).
- його портрет розміщений на меморіалі «Стіна пам'яті полеглих за Україну» в Києві: секція 2, ряд 10, місце 16.
- почесний громадянин Охтирки (посмертно)
- вшановується на щоденному ранковому церемоніалі вшанування захисників України, які загинули за свободу, незалежність і територіальну цілісність нашої держави[1]
- в охтирській військовій частині А0563 відкрито «Стіну пам'яті», присвячену героям, які віддали життя за Україну. Серед них й ім'я Руслана Білана.[2]
- 2019 року в Охтирці відкрили пам'ятник саперам — серед них й Руслан Білан.[3]